# Черниші (Україна)
Черниші́ — село в Україні, у Черкаському районі Черкаської області, підпорядковане Бобрицькій сільській громаді. Розташоване за 25 км від міста Канева, за 10 км від пристані Бучак та за 19 км від залізничної станції Ляплава.
Населення села становить 180 осіб, дворів 110 (2009; 209 осіб в 2007, 471 особа в 1972).

## Історія
За оповідями місцевих жителів, назву селу дав шляхтич Черниш, який володів селом наприкінці XV-го — початку XVI століття. Про те, що поселення на місці сучасного села існувало давно свідчать знайдені поблизу села городище та скарб ювелірних речей періоду Київської Русі. Перша ж письмова згадка належить до XVIII століття.
Лаврентій Похилевич у своїх «Сказаннях про населені місцевості Київської губернії» за 1864 рік пише, що Черниші знаходяться за 5 верст на південь від села Ромашок, при верхів'ях струмка, що впадає в Росаву. Землі має 1 267 десятин. Мешканців обох статей — 759. В 1792 році було 40 дворів і 384 мешканці.
У 1900 році в селі налічувалось 1 253 особи, з них 534 жінки.
У роки Голодомору та репресій в селі загинуло близько 50 осіб. На фронтах радянсько-німецької війни воювало 160 жителів села, загинули 120 осіб. На честь полеглих споруджено обеліск Слави.
Станом на 1972 рік в селі містився колгосп імені Леніна, за яким було закріплено 874 га землі, з них 733 га орної. Господарство спеціалізувалось на вирощуванні зернових культур та тваринництві. 25 селян було нагороджено орденами та медалями. Тут діяли початкова школа, клуб на 200 місць, медпункт, дитячий садок, магазин.
У 1996 році в селі проведено паювання землі.

## Сучасність
У селі діють сільський клуб, фельдшерсько-акушерський пункт, бібліотека, магазин. На землях сільської ради працює СТОВ «Пищальники».

## Пам'ятки
Сажалківський — гідрологічний заказник місцевого значення.

## Населення

### Мова
Розподіл населення за рідною мовою за даними перепису 2001 року:
| Мова       | Кількість | Відсоток |
| ---------- | --------- | -------- |
| українська | 198       | 94.74%   |
| російська  | 11        | 5.26%    |
| Усього     | 209       | 100%     |

## Відомі люди
У селі народилися:
- Мокровольський Олександр Миколайович (*2 січня 1946) — український журналіст та перекладач
- Петренко Григорій Олексійович (*22 листопада 1909 — †16 листопада 1941) — Герой Радянського Союзу
- Шумський Костянтин Мефодійович (*18 березня 1908 — †23 липня 1991) — Герой Радянського Союзу, підполковник авіації

Після війни в селі мешкав Кудряшов Петро Єгорович — повний кавалер ордена Слави.